# National Route 1
Die National Route 1 (kurz N1) ist eine südafrikanische Nationalstraße, die von Kapstadt zur Grenze nach Simbabwe nördlich der Kleinstadt Musina führt. Sie ist auch die Hauptverbindung zwischen Johannesburg und Kapstadt. Ihr südwestlicher Abschnitt bis zur N12 ist zugleich eine Strecke des Trans-African-Highway Kairo-Gaborone-Kapstadt.

## Streckenverlauf

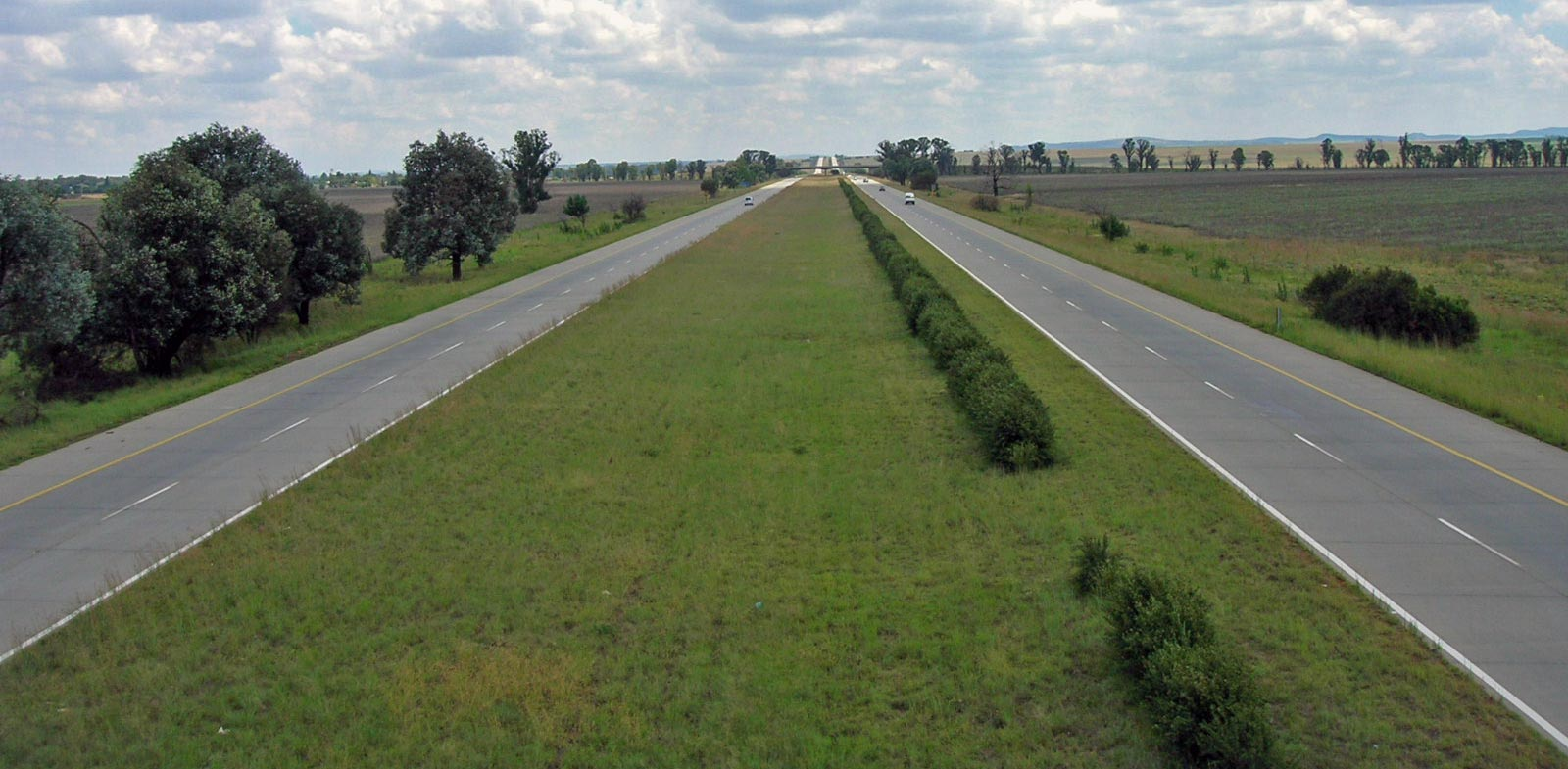
Ein vierspuriger Abschnitt der N1 in der Nähe von Vanderbijlpark, Gauteng.

Die N1 beginnt im Central Business District von Kapstadt als Autobahn, verläuft in nordöstlicher Richtung durch den Ballungsraum der Großstadt (mit sechs bis acht Spuren) aus der Stadt heraus bis nach Paarl und führt anschließend durch den Hugenot Tunnel. Das Befahren des Abschnitts durch den Tunnel ist gebührenpflichtig. Der gesamte Abschnitt bis Paarl ist als Autobahn ausgebaut. Es gibt Pläne für eine Umgehungsstraße um Worcester. Einige größere Städte entlang der N1 zwischen Worcester und Bloemfontein sind Touwsrivier, Beaufort West und Colesberg. Die N1 führt gut ausgebaut um Bloemfontein herum.
Entlang der Straße Richtung Johannesburg liegen Winburg und Kroonstad. Ein kurzes Stück der Straße um Kroonstadt ist Autobahn. Südlich des Vaal verläuft die N1 ebenfalls wieder mehrspurig. Sie führt dabei an Vanderbijlpark vorbei in das Vaal Triangle. Auf dieser Strecke südlich von Johannesburg werden wiederum Mautgebühren erhoben. Die N1 bildet mit der Westumgehung einen Teil des Autobahnrings um Johannesburg (Johannesburg Ring Road) und führt dann weiter nach Pretoria. Dort wird sie zum Ben Schoeman Highway, der eine tägliche Frequenz von ungefähr 300.000 Fahrzeugen aufweist.

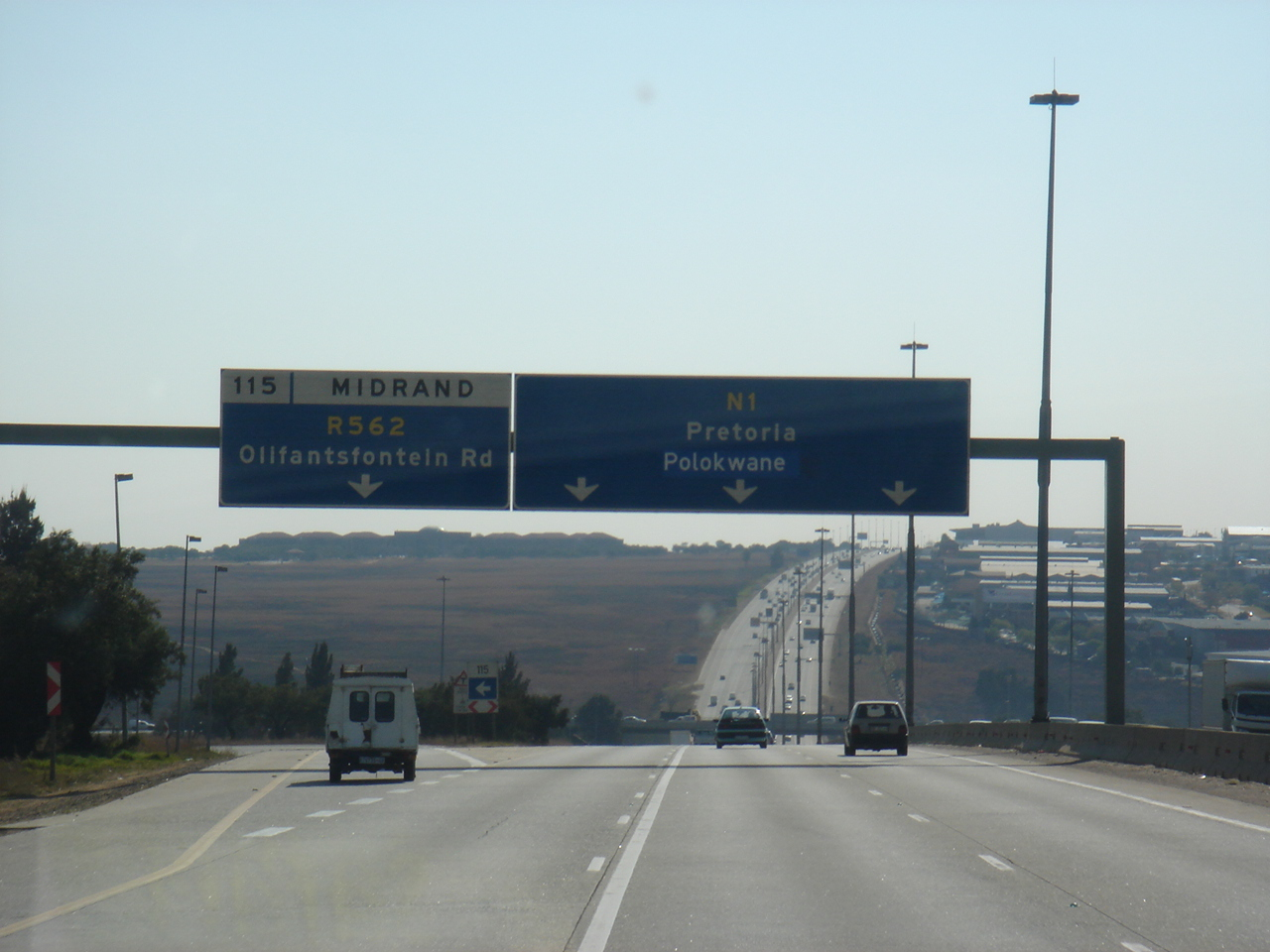
N1 zwischen Pretoria und Johannesburg

In Pretoria, wo die N1 zum Pretoria Bypass wird, kreuzt sie sich mit der R21 und der N4 und führt anschließend weiter nach Polokwane (früher Pietersburg). Der mehrspurige Ausbau endet an der Ausfahrt Modimolle (Nylstroom). Der Autobahnabschnitt der N1 von Vanderbijlpark bis Modimolle ist mit ungefähr 265 Kilometern der längste in Südafrika.
Die N1 verläuft hinter Polokwane als vierspurige Schnellstraße. Von Pretoria bis Polokwane ist die Benutzung erneut gebührenpflichtig. Obwohl bereits eine inoffizielle Umgehungsstraße für schwere Fahrzeuge besteht, gibt es Pläne für eine weitere um Polokwane. Anschließend führt die Straße durch Louis Trichardt und Musina und erreicht den südafrikanischen Grenzkontrollpunkt Beit Bridge Border Post. Auf einer Brücke über den Limpopo überquert sie die Staatsgrenze nach Simbabwe und wird dort zur A6 nach Bulawayo, von der kurz hinter der grenznahen Stadt Beitbridge die Fernstraße A4 nach Harare abzweigt.
Die N1 ermöglicht eine gute und schnelle Verkehrsverbindung zwischen dem Norden und dem Süden Südafrikas, vor allem die Strecken zwischen Johannesburg und Pretoria (60 Kilometer) und Johannesburg und Kapstadt (1400 Kilometer).

## Die alte Straße
Die alte Strecke der N1 wurde an vielen Stellen in Südafrika – insbesondere in der Nähe großer Städte – verlegt, um den Standards neuer Autobahnen entsprechen zu können. Die alten Strecken tragen meist die Bezeichnung R101 und können oft als Ausweichstraßen zu den neuen, gebührenpflichtigen Streckenabschnitten benutzt werden. Ein Beispiel ist die R101 über den Du-Toitskloof-Pass. Die neue N1 umgeht den Pass beinahe komplett und führt durch den Hugenot Tunnel. Allerdings heißt die Ausweichstraße zwischen Kroonstad und Parys R721 (und anschließend R59 bis zum Übergang in die N1). Zwischen Johannesburg und Parys gibt es mehrere Möglichkeiten zur Umgehung der N1. Die offizielle Straße dafür führt über den Golden Highway (R553), obwohl die alte N1 der R42 nach Vereeniging folgt.